# Chùa Keo Hành Thiện
Chùa Keo (tên chữ: Thần Quang tự 神  光 寺) là một ngôi chùa ở làng Hành Thiện, xã Xuân Hồng, tỉnh Ninh Bình, Việt Nam. Từ phường Hoa Lư, trung tâm tỉnh Ninh Bình tới chùa 57 km. Đây là một trong những ngôi chùa cổ ở Việt Nam được bảo tồn hầu như còn nguyên vẹn kiến trúc 400 năm tuổi. Chùa đã được xếp hạng di tích quốc gia đặc biệt từ năm 2016.

## Kiến trúc

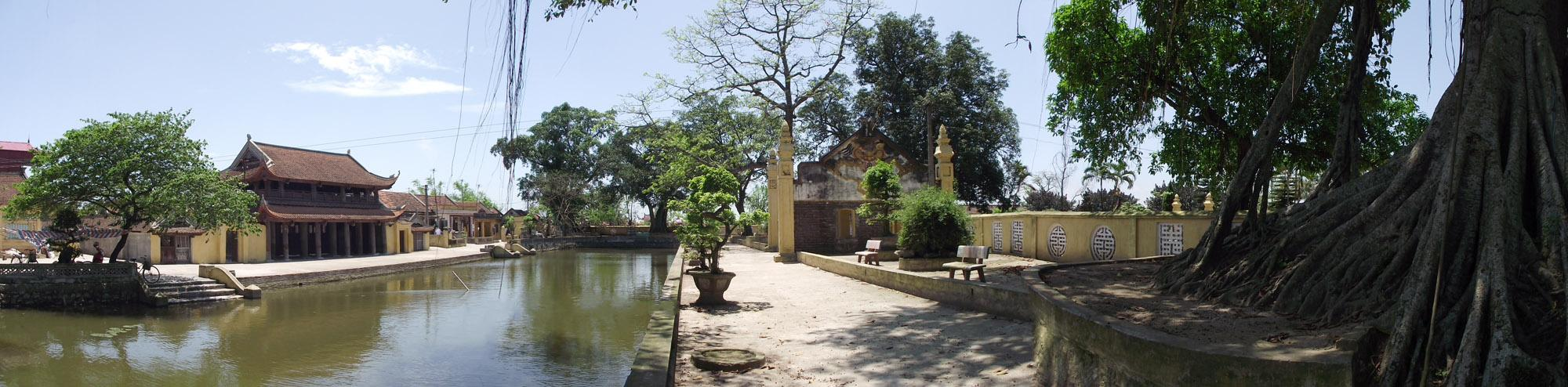
Khuôn viên chùa Keo Hành Thiện

## Lễ hội

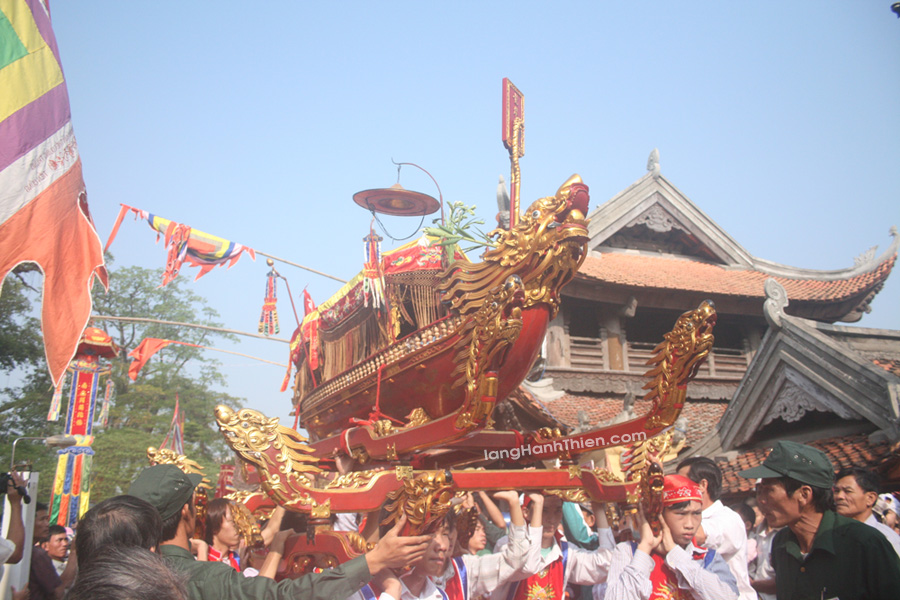
Rước kiệu trong Lễ Phụng Nghinh

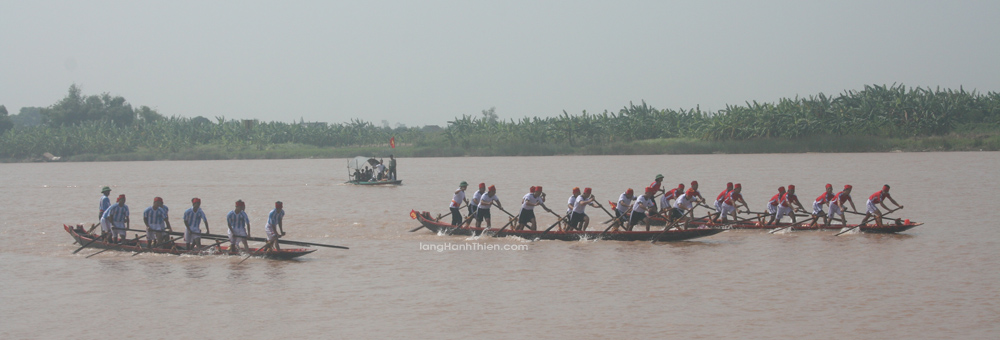
Đua thuyền trải trong Lễ hội chùa Keo Hành Thiện